# ジョヴァンニ・カッシーニ

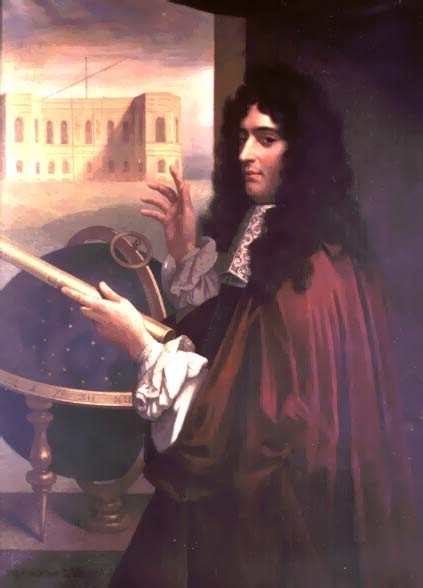
1679年のカッシーニ。

ジョヴァンニ・ドメニコ・カッシーニ（伊: Giovanni Domenico Cassini、1625年6月8日 - 1712年9月14日）は、イタリア出身のフランスの天文学者。ジェノヴァ共和国のペリナルドで生まれ、1673年にフランスに帰化してジャン＝ドミニク・カッシーニと名乗った。土星の4つの衛星を発見したほか、惑星観測で様々な功績を残している。
- 1666年 - 木星、火星の自転周期を算出。
- 1668年 - 木星の4衛星の運行表を作成。
- 1671年 - 土星の衛星イアペトゥスを発見。
- 1672年 - 土星の衛星レアを発見。
- 1675年 - 土星の輪は複数の輪で構成されていることを発見（A輪とB輪の隙間にはカッシーニの間隙と名付けられた）。
- 1680年 - 月面図を作成。
- 1684年 - 土星の衛星ディオネを発見。
- 同上年 - 土星の衛星テティスを発見。

1997年に打ち上げられたアメリカ航空宇宙局の土星探査機カッシーニ、月面のクレーターと火星のクレーターの名前が、彼にちなんで命名された。

## 天文学
カッシーニは、25歳でボローニャ大学の天文学の教授となった。パンザノの天文台に1648年から1669年まで勤めた。1669年4月、ルイ14世の招聘を受けてパリに移住し、以後1712年に亡くなるまでパリに在住した。1671年9月14日にパリ天文台が完成すると天文台内の住居に移り住み、翌月10月25日には土星の衛星イアペトゥスを発見した。これは、タイタンに次いで2番目に発見された土星の衛星となった。1673年、新しい国になじむためジャン＝ドミニク・カッシーニと名乗り、後にはこの名で呼ばれる方が多くなった。
ロバート・フックによれば、1665年までに木星の大赤斑を発見した。また、土星の4つの衛星を発見し、カッシーニの間隙の発見者（1675年）、木星の大気の差動回転の発見者でもある。
1672年、ギアナのカイエンヌにジャン・リシェを送り、パリでの観測結果との視差から地球と太陽間の距離を計測し、それを元に太陽系の大きさを計算する。
またカッシーニは、ガリレオ・ガリレイの提唱による木星の衛星の食を利用する方法により、はじめて本格的な経度の計測に成功した。
若い頃は天文学よりも占星術に興味を持っており、その頃学んだ占星術の知識が天文学への興味のきっかけとなったが、後に独力で天文学的な発見を多くしつつ、占星術を公然と批判するようになった。
息子のジャック・カッシーニをはじめ、4代にわたってパリ天文台で観測を続け、孫のセザール=フランソワ・カッシーニは初代台長を務めた。